# John Heydon (cầu thủ bóng đá)
John Heydon (19 tháng 10 năm 1928 – tháng 9 năm 2012) là một cầu thủ bóng đá người Anh từng thi đấu ở vị trí tiền vệ cho Liverpool tại Football League. Heydon ký hợp đồng với Liverpool khi mới 20 tuổi năm 1949, mặc dù ông đợi đến mùa giải 1950–1951 trước khi có màn ra mắt. Ông có tổng tộng 63 lần ra sân ở với 3 mùa giải tiếp theo, ông không đá cho đội mộ thường xuyên chuyển đến Millwall năm 1953.